# Arzobispo Chacón (khu tự quản)
Arzobispo Chacón là một khu tự quản thuộc bang Mérida, Venezuela. Thủ phủ của khu tự quản Arzobispo Chacón đóng tại Canagua. Khự tự quản Arzobispo Chacón có diện tích 1659 km2, dân số theo điều tra dân số ngày 21 tháng 10 năm 2001 là 14025 người.